# Hourou Musuko
Hourou Musuko (放浪息子, , Hōrō Musuko) é uma séria japonesa de mangás escrita e ilustrada por Takako Shimura. A série começou a ser lançada na edição de Dezembro de 2002 da revista de mangás seinen Comic Beam. O primeiro volume tankōbon foi lançado pela Enterbrain em Julho de 2003 no Japão; em Dezembro de 2010, 11 volumes já haviam sido lançados. Um anime de 12 episódios baseados em parte da história foi produzido pela AIC Classic e dirigido por Ei Aoki, indo ao ar no Japão entre Janeiro e Abril de 2011. Onze episódios foram ao ar na TV, sendo os de número 10 e 11 fundidos em um só.
A história envolve uma garota trans chamada Shuichi Nitori e seu amigo Yoshino Takatsuki, um garoto trans. A série trata de questões como Transgênero, sexo biológico, como gênero é definido por um espectro diverso e não por cromossomos, e o início da puberdade. Inicialmente, Shimura iria escrever a história de uma garota secundarista que percebeu que é um garoto, mas ele percebeu que um garoto que percebeu ser uma garota, antes de entrar na puberdade, teria muitas preocupações relacionadas ao crescimento, e mudou a história para se encaixar neste modelo. Hourou Musuko foi recomendado pelo júri do décimo Japan Media Arts Festival, em 2006.